# Can Xoliu
Can Xoliu és una obra de Barcelona inclosa a l'Inventari del Patrimoni Arquitectònic de Catalunya.

## Descripció
Casa de planta rectangular formada per diversos cossos amb cobertes a tres vessants.
La façana principal té diversos finestrals amb marcs de pedra i portal arquejat.
Una balustrada fa de tanca a la masia, que es troba envoltada d'horts per la part baixa i de boscos per tot arreu.
S'hi pot accedir caminant per un corriol que surt de Can Totxo i per pista, demanant la clau de la cadena a Can Budellera.

## Història
El topònim Xuliu podria venir de joliu.
Un dels primers propietaris fou Joan Torelló. Després passà a mans de Josep Andreu, que la transferí a S. A. El Tibidabo, que n'és la propietària.
Els actuals masovers són els nets del que hi anà l'any 1906, amb 10 fills.
Durant la Guerra Civil van tenir amagades les imatges de l'església dels Salesians del Tibidabo.